# 콥스 파티 2: 데드 페이션트
《콥스 파티 2: 데드 페이션트》는 팀 그리그리가 제작한 서바이벌 호러 어드벤처 게임이다. 이전 《콥스 파티》 시리즈 작품에서 텐진초등학교 이야기의 마지막을 장식한 《콥스 파티: 북 오브 섀도즈》의 뒷이야기를 다룬 신작이다.
《데드 페이션트》의 배경은 전작으로부터 5년 후로, 의문의 사건으로 좀비현상이 발생한 패트리어컬 병원가 무대이다. 주인공은 기억상실에 걸린 이토 아야메로, 병원에서 괴물과 이를 진압하는 SWAT 경찰들을 피해 탈출하는 이야기를 담았다.
1장만을 수록한 《데드 페이션트》 체험판은 전작 《북 오브 섀도즈》보다 먼저 발매돼, 마이크로소프트 윈도우 플랫폼으로 일본서 2013년 5월 29일부터 유료로 판매됐다. 이후 게임 엔진을 교체한 신체험판이 《콥스 파티 2: 데드 페이션트 NEUES》라는 제목으로 재출시됐다. 2019년 10월 23일에 엑시드 게임스가 영어로 현지화한 체험판이 스팀으로 출시됐다.

## 반응
2019년에 발매된 《콥스 파티 2: 데드 페이션트》 체험판은 리뷰 애그리게이터 웹사이트 메타크리틱에서 5개의 평가에 기반해 67/100점을 기록해 "평균적 및 복합적인 평가"를 받았다.

## 참조

### 주해
1. ↑  영어: Corpse Party 2: Dead Patient, 일본어: コープスパーティー2 DEAD PATIENT
2. ↑  일본어: コープスパーティー2 DEAD PATIENT NEUES